# Flamingo Kid
Flamingo Kid (The Flamingo Kid) ist eine US-amerikanische Komödie von Garry Marshall aus dem Jahr 1984.

## Handlung
Jeffrey Willis wird am Anfang der 1960er Mitglied des exklusiven Clubs „Flamingo beach club“. Dort enttarnt er beim Kartenspiel einen Betrüger. Phil Brody gibt Willis einen Job als Autohändler.
Jeffrey verliebt sich in Carla Samson. Später kehrt er doch zu seiner Familie zurück.

## Kritiken
- Jonathan Rosenbaum im Chicago Reader: Die Komödie sei „professionell gemacht, gerade eben unterhaltsam und enttäuschend“. Rosenbaum kritisierte die Auswahl der für die 1960er charakteristischen Details aber lobte Richard Crenna.[1]

## Auszeichnungen
- Nominierung für den Golden Globe für Richard Crenna im Jahr 1985.